# River Plaza
River Plaza is een wolkenkrabber in Chicago, Verenigde Staten. De bouw van de woontoren werd in 1977 voltooid.

## Ontwerp
River Plaza is 159,72 meter hoog en telt 56 verdiepingen. Het gebouw is door Gordon & Levin in modernistische stijl ontworpen en staat op 405 North Wabash Avenue.
Het gebouw bevat 678 woningen en 8 liften. Het bevat onder andere een zonnedek, een zwembad en een fitnesscentrum. Het gebouw staat ook bekend als "River Plaza Apartments".